# Cendrine Browne
Cendrine Browne (* 8. September 1993 in Barrie) ist eine ehemalige kanadische Skilangläuferin.

## Werdegang
Browne startete im Januar 2012 in Whistler erstmals im Nor-Am-Cup und belegte dabei den 14. Platz über 10 km klassisch. Im Dezember 2012 debütierte sie in Québec im Skilanglauf-Weltcup und errang dabei den 59. Platz im Sprint. Im folgenden Monat erreichte sie in Thunder Bay mit dem zweiten Platz über 10 km Freistil ihre erste Podestplatzierung im Nor Am Cup. Ihre besten Resultate bei den Nordischen Junioren-Skiweltmeisterschaften 2013 in Liberec waren der 15. Platz über 5 km Freistil und der 13. Rang mit der Staffel. Im folgenden Jahr kam sie bei den U23-Weltmeisterschaften 2014 im Fleimstal auf den 39. Platz im Skiathlon, auf den 36. Rang im Sprint und auf den 31. Platz über 10 km klassisch. In der Saison 2014/15 erreichte sie im Nor Am Cup sechs Podestplatzierungen, darunter einen Sieg im 30-km-Massenstartrennen bei den kanadischen Meisterschaften in Thunder Bay und belegte damit den vierten Platz in der Gesamtwertung. Bei den U23-Weltmeisterschaften 2015 in Almaty errang sie den 30. Platz im Skiathlon, den 26. Platz im Sprint und den 23. Platz über 10 km Freistil. Nach Platz drei im 10-km-Massenstartrennen und Platz zwei im Sprint zu Beginn der Saison 2015/16 beim Nor Am Cup in Canmore, holte sie vier Siege und zwei zweite Plätze und erreichte damit den zweiten Platz in der Gesamtwertung. Die Ski Tour Canada im März 2016 beendete sie auf dem 40. Platz. Zu Beginn der Saison 2016/17 gelang ihr bei der Weltcup Mini Tour in Lillehammer der 52. Platz. Es folgten weitere Teilnahmen im Weltcup. Dabei war der 35. Platz über 10 km Freistil in Ulricehamn ihre beste Platzierung. Ihre besten Ergebnisse bei den nordischen Skiweltmeisterschaften 2017 in Lahti waren der 26. Platz im 30-km-Massenstartrennen, der 13. Rang zusammen mit Dahria Beatty im Teamsprint und der zehnte Platz mit der Staffel. Zum Saisonende errang sie den 40. Platz beim Weltcup-Finale in Québec. In der Saison 2017/18 errang sie den 72. Platz beim Ruka Triple und den 39. Platz beim Weltcupfinale in Falun. Dabei holte sie in Falun mit dem 27. Platz im Verfolgungsrennen ihre ersten Weltcuppunkte. Im Januar 2018 siegte sie beim Nor-Am-Cup in Mont Sainte-Anne im Skiathlon und über 10 km klassisch. Ihre besten Platzierungen bei den Olympischen Winterspielen 2018 in Pyeongchang waren der 33. Platz im Skiathlon und der 13. Rang mit der Staffel. Bei den nordischen Skiweltmeisterschaften 2019 in Seefeld in Tirol lief sie auf den 46. Platz im 30-km-Massenstartrennen, auf den 40. Rang im Skiathlon und auf den 12. Platz mit der Staffel. In der Saison 2019/20 errang sie mit zwei zweiten Plätzen und je einen dritten und ersten Platz, den zweiten Platz in der Gesamtwertung des Nor Am Cups. In der folgenden Saison belegte sie bei den nordischen Skiweltmeisterschaften 2021 in Oberstdorf jeweils den 27. Platz im 30-km-Massenstartrennen und über 10 km Freistil, den 23. Rang im Skiathlon sowie den neunten Platz mit der Staffel und erreichte in Falun mit dem 23. Platz über 10 km Freistil ihre beste Platzierung im Weltcupeinzel. Ihre besten Ergebnisse bei den Olympischen Winterspielen 2022 in Peking waren der 16. Platz im 30-km-Massenstartrennen und der neunte Rang mit der Staffel.

## Teilnahmen an Weltmeisterschaften und Olympischen Winterspielen

### Olympische Spiele
- 2018 Pyeongchang: 13. Platz Staffel, 33. Platz 15 km Skiathlon, 43. Platz 10 km Freistil, 43. Platz 30 km klassisch Massenstart, 51. Platz Sprint klassisch
- 2022 Peking: 9. Platz Staffel, 16. Platz 30 km Freistil Massenstart, 20. Platz 15 km Skiathlon, 35. Platz Sprint Freistil, 48. Platz 10 km klassisch

### Nordische Skiweltmeisterschaften
- 2017 Lahti: 10. Platz Staffel, 13. Platz Teamsprint klassisch, 25. Platz 30 km Freistil Massenstart, 34. Platz 15 km Skiathlon, 46. Platz 10 km klassisch, 48. Platz Sprint Freistil
- 2019 Seefeld in Tirol: 12. Platz Staffel, 40. Platz 15 km Skiathlon, 46. Platz 30 km Freistil Massenstart
- 2021 Oberstdorf: 9. Platz Staffel, 23. Platz 15 km Skiathlon, 27. Platz 30 km klassisch Massenstart, 27. Platz 10 km Freistil

## Siege bei Continental-Cup-Rennen
| Nr. | Datum            | Ort              | Disziplin                   | Serie      |
| --- | ---------------- | ---------------- | --------------------------- | ---------- |
| 1.  | 21. März 2015    | Thunder Bay      | 30 km Freistil Mst.         | Nor Am Cup |
| 2.  | 30. Januar 2016  | Mont Sainte-Anne | 5 km klassisch              | Nor Am Cup |
| 3.  | 31. Januar 2016  | Mont Sainte-Anne | 10 km Freistil Verfolgung   | Nor Am Cup |
| 4.  | 6. Februar 2016  | Cantley          | 10 km Freistil              | Nor Am Cup |
| 5.  | 21. Februar 2016 | Prince George    | 15 km klassisch Massenstart | Nor Am Cup |
| 6.  | 8. Januar 2018   | Mont Sainte-Anne | 15 km Skiathlon             | Nor Am Cup |
| 7.  | 10. Januar 2018  | Mont Sainte-Anne | 10 km klassisch             | Nor Am Cup |
| 8.  | 30. Januar 2020  | Mont Sainte-Anne | Sprint Freistil             | Nor Am Cup |

## Platzierungen im Weltcup

### Weltcup-Statistik
Die Tabelle zeigt die erreichten Platzierungen im Einzelnen.
- 1.–3. Platz: Anzahl der Podiumsplatzierungen
- Top 10: Anzahl der Platzierungen unter den ersten zehn
- Punkteränge: Anzahl der Platzierungen innerhalb der Punkteränge
- Starts: Anzahl gelaufener Rennen in der jeweiligen Disziplin
- Hinweis: Bei den Distanzrennen erfolgt die Einordnung gemäß FIS.

| Platzierung         | Distanzrennen a | Distanzrennen a | Distanzrennen a | Distanzrennen a | Distanzrennen a | Skiathlon Verfolgung | Sprint | Etappen- rennen b | Gesamt | Team c | Team c  |
| Platzierung         | ≤ 5 km          | ≤ 10 km         | ≤ 15 km         | ≤ 30 km         | > 30 km         | Skiathlon Verfolgung | Sprint | Etappen- rennen b | Gesamt | Sprint | Staffel |
| ------------------- | --------------- | --------------- | --------------- | --------------- | --------------- | -------------------- | ------ | ----------------- | ------ | ------ | ------- |
| 1. Platz            |                 |                 |                 |                 |                 |                      |        |                   |        |        |         |
| 2. Platz            |                 |                 |                 |                 |                 |                      |        |                   |        |        |         |
| 3. Platz            |                 |                 |                 |                 |                 |                      |        |                   |        |        |         |
| Top 10              |                 |                 |                 |                 |                 |                      |        |                   |        |        | 1       |
| Punkteränge         |                 | 2               |                 | 1               | 1               | 3                    | 1      |                   | 8      | 2      | 4       |
| Starts              | 1               | 27              | 3               | 2               | 1               | 15                   | 27     | 7                 | 83     | 2      | 4       |
| Stand: Karriereende |                 |                 |                 |                 |                 |                      |        |                   |        |        |         |

### Weltcup-Gesamtplatzierungen
| Saison  | Gesamt | Gesamt | Distanz | Distanz | Sprint | Sprint |
| Saison  | Punkte | Platz  | Punkte  | Platz   | Punkte | Platz  |
| ------- | ------ | ------ | ------- | ------- | ------ | ------ |
| 2017/18 | 4      | 32.    | 4       | 75.     | -      | -      |
| 2018/19 | -      | -      | -       | -       | -      | -      |
| 2019/20 | 8      | 104.   | 8       | 72.     | -      | -      |
| 2020/21 | 22     | 80.    | 19      | 53.     | 3      | 78.    |
| 2021/22 | 10     | 95.    | 9       | 63.     | 1      | 80.    |